# Stauroteuthis
Famille
Genre
Stauroteuthis est un genre de poulpe abyssal de la classe des céphalopodes. C'est le seul genre de la famille Stauroteuthidae, et seulement deux espèces ont été décrites dans ce genre.

## Liste des espèces
Selon World Register of Marine Species (9 décembre 2016) :
- Stauroteuthis gilchristi (Robson, 1924)
- Stauroteuthis syrtensis Verrill, 1879